# Movimento dei laici claretiani
Il Movimento dei laici claretiani (in spagnolo Movimiento de Seglares Claretianos, sigla M.S.C.) è un'associazione internazionale di fedeli di diritto pontificio.

## Storia
Nel 1979, nel corso del loro XIX capitolo generale, i missionari Figli del Cuore Immacolato di Maria decisero di promuovere lo sviluppo le associazioni apostoliche di laici legate alla loro congregazione e di aiutarle a organizzarsi in maniera autonoma all'interno della famiglia claretiana.
La fondazione del Movimento dei laici claretiani ebbe luogo nel 1983 a Villa de Leyva, in Colombia.
Il Pontificio consiglio per i laici riconobbe il Movimento come associazione internazionale di fedeli di diritto pontificio il 20 aprile 1988.

## Attività e diffusione
La spiritualità e il carisma dell'associazione sono quelli di sant'Antonio Maria Claret e il suo fine è quello di "vivere le esigenze del Regno e di prestare un servizio di evangelizzazione alla Chiesa".
I membri dell'associazione sono riuniti in gruppi locali organizzati in regioni; a livello internazionale, il coordinamento del movimento è garantito da un'Assemblea generale, che comprende i delegati e i rappresentanti dei gruppi locali e delle regioni, e da un Consiglio generele, composto da membri eletti dall'Assemblea generale e dall'assistente ecclesiastico del movimento.
L'associazione riunisce 135 gruppi ed è presente in 23 nazioni. La sede centrale dell'associazione è in via del Sacro Cuore di Maria a Roma.